# 腹地
腹地（英語：Hinterland；德語：Hinterland）是一個指代區域的地理學名詞。它最初在德語中被使用，意為“（某城市或港口）背後的土地”。1888年，英國地理學家喬治·奇澤姆在其著作“Handbook of Commercial Geography”中被引用。該詞最初指一個港口的進出口商品的運輸範圍，現如今指代受某一居民點影響的廣大區域。

## 地理區域
- 在海岸或河岸後的某一區域[4]。

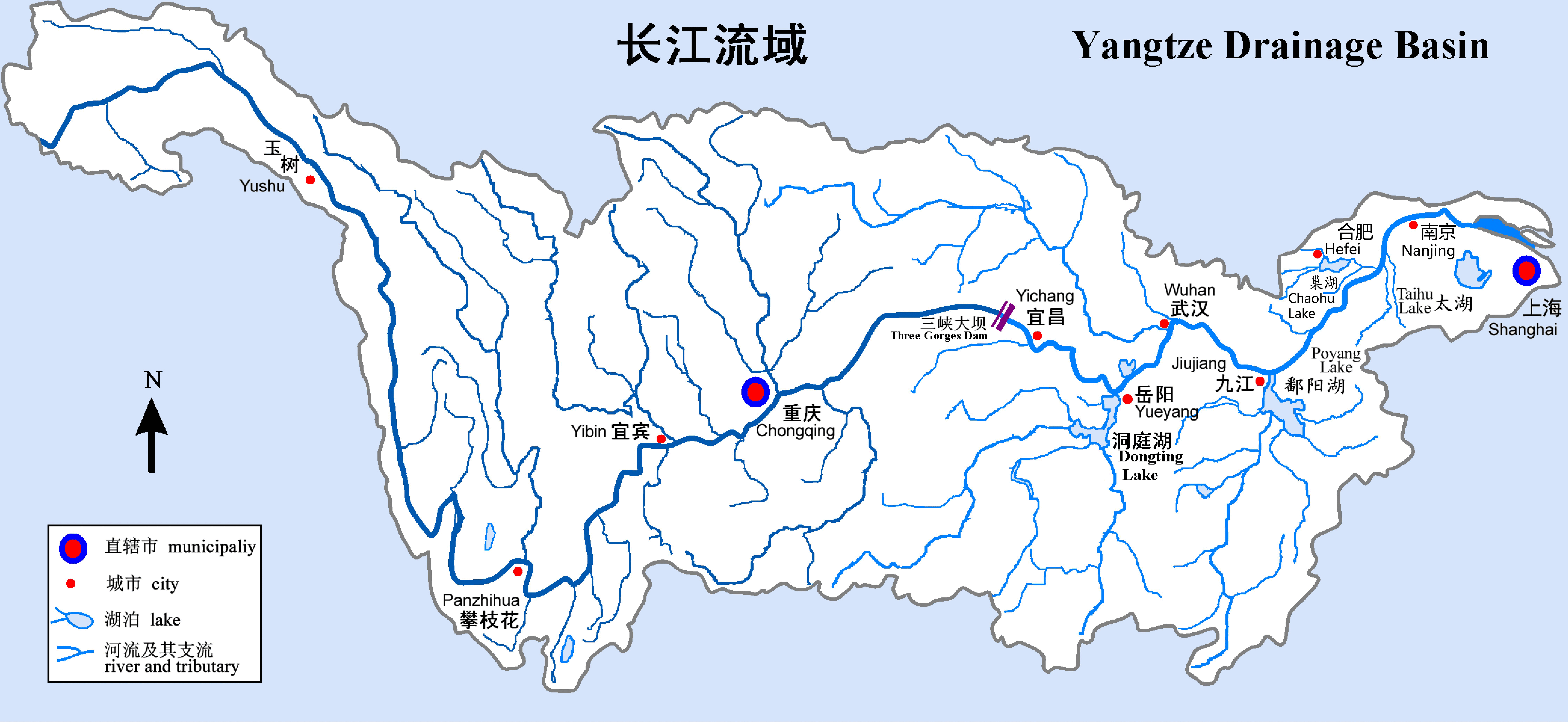
整個長江流域都可以視作上海的腹地

- 在航運中，一個港口的腹地指它的服務範圍，即進出口商品的運輸、銷售範圍。
- 該詞同時也指某一大城市的周邊區域。